# John Cotton Smith
John Cotton Smith, född den 12 februari 1765, död den 7 december 1845, var en amerikansk politiker, guvernör i Connecticut och ledamot av USA:s representanthus. Han representerade Federalisterna.

## Liv innan och vid sidan om politiken
John Cotton Smith föddes och avled i Sharon, Connecticut. Hans far var Cotton Mather Smith, en puritansk pastor som hade flyttat från  Massachusetts till Connecticut. Smith studerade vid Yale College och tog examen därifrån 1783. Han var stolt över sin puritanska bakgrund och var aktiv i religiösa organisationer genom hela livet. Han var ordförande för American Bible Society från 1831 till sin död 1845.

## Politiska uppdrag
John Cotton Smith var ledamot av Connecticuts representanthus och var dess talman 1800, 1806-1807 och 1807-1809. Han var ledamot av USA:s representanthus för Connecticut från 1800 till 1806. Den 9 maj 1811 blev han viceguvernör i Connecticut när Roger Griswold blev guvernör. När Griswold avled under sin andra mandatperiod, den 25 oktober 1812, blev John Cotton Smith guvernör. Han omvaldes sedan till guvernör flera gånger. Den 8 maj 1817 efterträddes han av Griswolds kusin Oliver Wolcott, Jr., som tillhörde Toleration-partiet. Smith blev därmed Connecticuts siste guvernör som tillhörde Federalisterna. Hans viceguvernör Chauncey Goodrich var den ende Federalistiske viceguvernör som inte efterträdde den guvernör han tjänstgjorde under.